# Primera División de Venezuela 1979
La Primera División de Venezuela 1979 fue la 23.ª edición de la Primera División de Venezuela desde su creación en 1957. El torneo fue disputado por 12 equipos. Deportivo Táchira se coronó campeón.

## Sistema de competencia
Los 12 equipos se enfrentaron entre sí, dos veces, totalizando 22 partidos cada uno, al final los mejores 6 clasificaron a la fase final donde se volvieron a enfrentar. En la fase final se enfrentaron entre sí, dos veces, totalizando 10 partidos cada uno, al final el primer clasificado se coronó campeón y se clasificó a la Copa Libertadores 1980 mientras que el segundo fue subcampeón también consiguiendo un cupo para la Libertadores 1980.

## Equipos participantes
| Club                     | Ciudad        |
| ------------------------ | ------------- |
| Atlético Falcón          | Coro          |
| Atlético Zamora          | Barinas       |
| Deportivo Galicia        | Caracas       |
| Deportivo Italia         | Caracas       |
| Deportivo Lara           | Barquisimeto  |
| Deportivo Portugués      | Caracas       |
| Deportivo Táchira        | San Cristóbal |
| Estudiantes de Mérida    | Mérida        |
| Miranda-Canarias         | Miranda       |
| Portuguesa F.C.          | Araure        |
| Valencia F.C.            | Valencia      |
| Universidad de Los Andes | Mérida        |

## Primera fase

### Tabla de posiciones
|     | Equipo                | PTS | PJ | PG | PE | PP | GF | GC | DG  |
| --- | --------------------- | --- | -- | -- | -- | -- | -- | -- | --- |
| 1.  | Deportivo Táchira     | 29  | 22 | 11 | 7  | 4  | 29 | 16 | 13  |
| 2.  | ULA F.C.              | 28  | 22 | 11 | 6  | 5  | 30 | 17 | 13  |
| 3.  | Deportivo Galicia     | 27  | 22 | 7  | 13 | 2  | 18 | 10 | 8   |
| 4.  | Atlético Zamora       | 26  | 22 | 8  | 10 | 4  | 25 | 17 | 8   |
| 5.  | Estudiantes de Mérida | 26  | 22 | 11 | 4  | 7  | 23 | 17 | 6   |
| 6.  | Portuguesa F.C.       | 25  | 22 | 8  | 9  | 5  | 19 | 12 | 7   |
| 7.  | Deportivo Italia      | 24  | 22 | 9  | 6  | 7  | 30 | 25 | 5   |
| 8.  | Deportivo Lara        | 23  | 22 | 9  | 5  | 8  | 27 | 26 | 1   |
| 9.  | Deportivo Portugués   | 21  | 22 | 8  | 5  | 9  | 32 | 34 | -2  |
| 10. | Valencia F.C.         | 16  | 22 | 5  | 6  | 11 | 18 | 27 | -9  |
| 11. | Miranda-Canarias      | 11  | 22 | 2  | 7  | 13 | 19 | 42 | -23 |
| 12. | Atlético Falcón       | 8   | 22 | 2  | 4  | 16 | 16 | 43 | -27 |

| 1. |

|  | Clasificado a la fase final |

## Fase Final

### Tabla de posiciones
|    | Equipo                | PTS | PJ | PG | PE | PP | GF | GC | DG  |
| -- | --------------------- | --- | -- | -- | -- | -- | -- | -- | --- |
| 1. | Deportivo Táchira (C) | 13  | 10 | 6  | 1  | 3  | 15 | 7  | 8   |
| 2. | Deportivo Galicia     | 13  | 10 | 6  | 1  | 3  | 17 | 7  | 10  |
| 3. | ULA F.C.              | 12  | 10 | 5  | 2  | 3  | 11 | 6  | 5   |
| 4. | Deportivo Italia      | 11  | 10 | 4  | 3  | 3  | 9  | 7  | 2   |
| 5. | Atlético Zamora       | 6   | 10 | 2  | 2  | 6  | 9  | 16 | -7  |
| 6. | Estudiantes de Mérida | 5   | 10 | 0  | 5  | 5  | 3  | 21 | -18 |

|  | Campeón, clasificado para la Copa Libertadores 1980.    |
|  | Subcampeón, clasificado para la Copa Libertadores 1980. |